# Un episodi vergonyós
Un episodi vergonyós (Скверный анекдот) és un conte satíric de Dostoievski sobre les aventures d'un funcionari rus. Publicat per primera vegada en la revista "Vremia" el 1862.

## Argument
Després de beure una mica massa amb dos companys funcionaris públics, el protagonista, Conseller d'Estat Ivan Ílitx Pralinski, exposa el seu desig d'abraçar una filosofia basada en la bondat cap als més baixos en posició social. Després de sortir de la reunió inicial, Ivan decideix anar caminant a casa seva. En el trajecte passa per davant de la casa d'un subordinat, Porfiri Petróvitx Pseldonímov, que justament celebra el seu casament. Ell decideix posar la seva filosofia en acció, i es cola a la festa. No va ser una bona idea decidir-se a honrar amb la seva presència les noces del seu subaltern, ja que en continuar bevent va provocar un contratemps enutjós per a tothom. Ivan acaba avergonyint-se terriblement de si mateix i al mateix temps no aconsegueix guanyar l'admiració dels seus modests amfitrions, que ell desitja tan desesperadament.
Pralinksi, que desitjava interactuar amb els assistents a la festa, mantenint la seva distància amb ells, és incapaç de controlar la situació com la va planejar.
En lloc de provar-se a ell mateix com un home d'Estat, es pren com a objecte d'"Un episodi vergonyós". L'estructura de la història és particularment eficaç. Posposant el seu relat de la vida de Pseldonímov fins al final, Dostoievski ens deixa amb dos retrats monumentals.

## Versió cinematogràfica
L'any 1966 els directors Aleksandr Àlov i Vladimir Naumov van filmar aquest relat amb el mateix nom. La pel·lícula mai no va ser projectada per raons de censura. La primera vegada que es va mostrar al públic va ser el 1987.